# Sphaerophrida
Sphaerophrida es un género de insecto coleóptero de la familia Chrysomelidae.

## Especies
Las especies de este género son:
- Sphaerophrida ovata Medvedev, 1996
- Sphaerophrida septemmaculata Medvedev, 1993
- Sphaerophrida unicolor Medvedev, 1996